# Zubaida bint Ŷaʿfar
Zubaidah bint Ja'far ibn Mansur (fallecida en 216 AH; 26 de julio de 831) fue la más conocida de las princesas abasíes, y la esposa y prima doble de Harun al-Rashid. Es particularmente recordada por la serie de pozos, embalses y piscinas artificiales para proporcionar agua a los peregrinos musulmanes a lo largo de la ruta de Bagdad a La Meca y Medina, la cual fue rebautizada Darb Zubaidah en su honor. Las proezas de su marido, Harún al-Rashid, formaron la base para Las mil y una noches.

## Biografía
Se desconoce la fecha de nacimiento de Zubaidah, pero se sabe que era al menos un año más joven que Harun. Su padre, Ja'far era medio hermano del califa abasí al-Mahdi. Su madre, Salsal, era la hermana mayor de al-Khayzuran, la segunda y más poderosa esposa de al-Mahdi, y madre de los futuros califas Musa Al-Hadi y Harún al-Rashid.

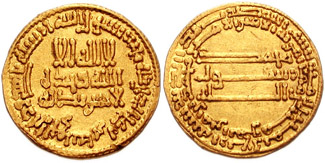
Dinar de oro de Harún al-Rashid acuñado en Bagdad. Data de 184 AH (año 800 en el calendario occidental). "Segundo Símbolo" (Corán 9: 33), Kalima en tres líneas a través de campo / "Bismillah golpeó" en margen exterior, "Por orden del Príncipe Al-Amin, hijo del Comandante de los Fieles en el margen interior, "Mahoma el mensajero de Alá" en tres líneas a través de campo.

Zubaidah es un apodo cariñoso, dado por su abuelo, el califa al-Mansur. El nombre significa "bolita de mantequilla". El nombre real de Zubaidah era Sukhainah o Amat al-'Aziz". Más tarde, Zubaidah consiguió una kunya, Umm Ja'far (que significa Madre de Ja'far), el cual refleja su apellido real como nieta del califa Abu Ja'far al-Mansur y esposa del califa Abu Ja'far Harun al-Rashid.
Era nieta  del califa abasí Al-Mansur, a través de su hijo Ja'far, y prima de al-Rashid (c.763 o 766-809), con quien luego se casó (Dhu al-Hijjah 165 AH/ julio de 782). El califa abasí Muhammad Al-Amín, que tenía un doble linaje real, era hijo de Zubaidah. Su hijastro era 'Abdullah al-Mamún, que también sería califa después de la guerra civil con al-Amin.
Se decía que el palacio de Zubaidah sonaba como una colmena "porque empleaba cien sirvientas que habían memorizado el Corán".
En su quinto peregrinaje a La Meca vio que una sequía había devastado a la población y reducido el pozo Zamzam a un hilillo de agua. Ordenó que el pozo fuera profundizado y gastó dos millones de dinares en mejorar el suministro de agua de La Meca y la provincia circundante. "Esto incluyó la construcción de un acueducto desde el manantial de Hunayn, 95 kilómetros al este, así como el famoso “Manantial de Zubayda” en la llanura de Arafat, una de las ubicaciones rituales en el Hajj. Cuando sus ingenieros la previnieron sobre los grandes gastos, y las dificultades técnicas, respondió que estaba determinada a llevar a cabo el trabajo “aunque cada golpe de pico costara un dinar,” según Ibn Khallikan.
Ibn Battuta, refiriéndose a Zubaidah, declara que "cada embalse, piscina o pozo en esta carretera que va de La Meca a Bagdad se debe a su generosa munificencia...Si no hubiera sido por su preocupación en nombre de esta carretera, no podría ser utilizada por nadie." Específicamente menciona los embalses de agua en Birkat al-Marjum y al-Qarurah.

## Las califas relacionados con ella
Los califas relacionados con ella son:
| Núm. | Califa          | Relación       |
| ---- | --------------- | -------------- |
| 1    | Al-Mansur       | Abuelo         |
| 2    | Al-Mahdi        | Tío y suegro   |
| 3    | Al-Hadi         | Primo          |
| 4    | Harún al-Rashid | Primo y marido |
| 5    | Al-Mamún        | Hijastros      |
| 6    | Al-Mutásim      | Hijastros      |
| 7    | Al-Amín         | Hijo           |
| 8    | Al-Wathiq       | Nietastros     |
| 9    | Al-Mutawákkil   | Nietastros     |